# Rajewskaja
Rajewskaja (ros. Раевская) – stanica w Rosji, w Kraju Krasnodarskim.
Według danych z 2002 miejscowość zamieszkują głównie Rosjanie (78,7%) i Ormianie (12,5%).